# União das Freguesias de São Manços e São Vicente do Pigeiro
União das Freguesias de São Manços e São Vicente do Pigeiro, kürzer São Manços e São Vicente do Pigeiro, ist eine Gemeinde (Freguesia) im portugiesischen Kreis (Concelho) von Évora. In ihr leben 1.302 Einwohner auf einer Fläche von 193,23 km² (Zahlen nach Stand 2011).
Die Gemeinde entstand im Zuge der kommunalen Neuordnung Portugals nach den Kommunalwahlen am 29. September 2013, durch den Zusammenschluss der Gemeinden São Manços und São Vicente do Pigeiro.